# ملاكي إسكندرية (فلم)
ملاكي إسكندرية فيلم جريمة وغموض مصري عرض في 20 يونيو 2005، من إخراج ساندرا نشأت، وتأليف وائل عبد الله، ومن بطولة أحمد عز، وغادة عادل، ونور، وخالد صالح.

## القصة
يبدأ الفيلم بجريمة قتل رجل أعمال، وتتهم زوجته بقتله فتقوم بتوكيل محامي كبير للدفاع عنها، وبعد أن يتخلى عنها تلجأ لمحامي وسيم يعمل في مكتب هذا المحامي، ويبدأ المحامي الشاب في البحث عن القاتل الحقيقي، ومن خلال بحثه يشك في ابن رجل الأعمال الذي قتلته زوجته، فيحاول التقرب من شقيقته، كما يضع سكرتيرة القتيل في دائرة الاتهام، وينجح بالفعل في إثبات براءة موكلته، ويتزوجها بعد أن ارتبط بها عاطفياً.
لكن وبعد سنوات من الزواج، وانجاب طفلة، يتفاجأ بوفاة والد زميله منتصر، بقراءة الخبر في الصحف، وتكون المفاجأة له، والكارثة للمجرمين الذين خططوا للجريمة، ليكتشف المحامي الوسيم أن زوجته غادة كانت أحد ثلاثة قاموا بالتخطيط لارتكاب الجريمة بحق خالد زكي (حسين).
وليس ذلك فقط بل كان هو الشخص الذي خدعوه ليقوم بالدفاع عن غادة التي احبها، وكل ذلك التخطيط هو من عقل وتدبير منتصر زميله بالعمل

## طاقم التمثيل
- أحمد عز : محامي شاب يدعى (أدهم) يرتبط عاطفياً بموكلته ويدافع عنها ويثبت براءتها ويتزوجها.
- غادة عادل : زوجة رجل الأعمال واسمها سحر عبد المجيد وتتهم بقتله فتلجأ لأحد المحامين للدفاع عنها.
- نور : سكرتيرة رجل الأعمال وتدعى ليلى الجوهري وتدور حولها الشكوك.
- محمد رجب : معتز وهو ابن رجل الأعمال، وكان قبل قتله على خلاف دائم معه.
- ريهام عبد الغفور : ابنة رجل الأعمال وتدعى رشا ويحاول أدهم عن طريقها كشف لغز هذه القضية.
- خالد صالح : منتصر وهو محامي زميل أدهم في مكتب المحاماة ويساعده في كشف شخصية القاتل.
- محمود عبد المغني : شخصية غامضة يحاول مساعدة أدهم في البحث عن الجاني وفي النهاية يتضح أنه فتحي شقيق سحر وهو قاتل حسين نصحي.
- خالد زكي : رجل أعمال يدعى حسين نصحي ويقتل في بداية الفيلم.
- سامح الصريطي : شوقي عمر محامي كبير يعمل في مكتبه أدهم ويرفض القضية فيقبلها أدهم.
- نضال الشافعي : محامي زميل أدهم ومنتصر بالمكتب وهو السبب الرئيسي لترك ادهم العمل بمكتب شوقي عمر والتفرغ لقضية سحر

## وصلات خارجية
- مقالات تستعمل روابط فنية بلا صلة مع ويكي بيانات